# 八王子城跡トンネル
八王子城跡トンネル（はちおうじじょうせきトンネル、Hachioji-joseki Tunnel）は、東京都八王子市の首都圏中央連絡自動車道（圏央道）にあるトンネルである。

## 概要
2007年6月23日に、あきる野IC〜八王子JCT間の開通と同時に供用を開始した。
- 全長：2382m（内回り・外回りとも）
- 車線数：4車線

八王子ジャンクションに隣接しており、かつ全長で2kmを超えるトンネルであるため、内回りのトンネル内にはジャンクションの案内標識がある。
南側坑口は本線から分岐・および本線に合流するため、ジャンクション寄りの出入口は若干幅広になっている。
トンネルのある城山には、八王子市名の由来となった八王子城が存在し、今でも城跡が残っている。
竣工2004年3月。

## 隣
C4 首都圏中央連絡自動車道
(6)八王子JCT　- 八王子城跡TN - (41)八王子西IC